# 聖馬丁德洛巴
聖馬丁德洛巴是哥倫比亞的城鎮，位於該國北部，由玻利瓦省負責管轄，距離首府卡塔赫納445公里，始建於1637年，面積742平方公里，海拔高度19米，2005年人口14,365。
8°50′N 73°55′W / 8.833°N 73.917°W